# Szamara (Volga)
A Szamara (oroszul: Самара) folyó Oroszország európai részén, az Orenburgi- és a Szamarai területen; a Volga bal oldali mellékfolyója.

## Földrajz
Hossza: 594 km, vízgyűjtő területe: 46 500 km², évi közepes vízhozama (a torkolattól 236 km-re ): 47,2  m³/sec.
A Déli-Uráltól nyugatra fekvő Obscsij Szirt-hátságon ered. Mintegy fele részben az Orenburgi terület nyugati részén, alsó szakaszán a Szamarai területen folyik, végig északnyugati irányba. Szamara városnál torkollik a Volgán létesített Szaratovi-víztározóba.
Novemberben, december elején befagy és áprilisban szabadul fel a jég alól. Főként hóolvadékvíz táplálja.
Széles völgyében vezet a Szamara–Orenburg vasútvonal és a két várost összekötő autóút jelentős része is.

### Mellékfolyói
Jelentősebbek a jobb oldali mellékfolyói, melyek az Obscsij Szirt-hátság vizeit gyűjtik össze: 
- Nagy-Uran (155 km)
- Kis-Uran (197 km)
- Tok (306 km)
- Borovka (167 km)
- Legnagyobb mellékfolyója, a torkolat közelében beömlő Nagy-Kinyel

Bal oldali mellékfolyói közül legnagyobb a Buzuluk (248 km).

## Városok
- Az Orenburgi területen: Szorocsinszk és Buzuluk
- A Szamarai területen: Kinyel és a torkolatnál épült milliós nagyváros, Szamara.

Szorocsinszk mellett a folyón duzzasztógát épült, és mögötte 28 km hosszú víztározót alakítottak ki. Többek között ennek is tulajdonítják, hogy a 21. század első évtizedében rendkívüli mértékben csökkent a Szamara vízhozama.
Szorocsinszk és Buzuluk között, a folyó mentén fekvő Tockoje (Тоцкое) nevezetes helység. Körzetében 1954. szeptember 14-én atomfegyver bevetésével óriási méretű hadgyakorlatot rendeztek. A mintegy 45 ezer katona részvételével tartott hadgyakorlaton egy repülőről 40 kilotonnás atombombát dobtak le.